# Туркович, Ника
Ни́ка Ту́ркович (хорв. Nika Turković; род. 7 июня 1995 года в Загребе) — молодая хорватская певица, автор песен. Представляла свою страну на втором «Детском Евровидении» в Лиллехаммере в 2004 году с песней «Hej mali» («Эй, малыш») и заняла там 3-е место, уступив Марии Исабель из Испании (с песней «Antes muerta que sencilla») и представительнице Великобритании.

## Биография
Музыкальная карьеры Ники Туркович началась очень рано. Уже в 6 лет она выступала на телевизионном «Турбо Лимач Шоу».
В 9 лет Ника победила в хорватском национальном отборе на «Детском Евровидении» — 2004, где со своей песней «Hej mali» («Эй, малыш») заняла 3-е место, уступив Марии Исабель из Испании (с песней «Antes muerta que sencilla») и представительнице Великобритании.
После «Детского Евровидения» продолжила музыкальную карьеру.
В 2006 года выпустила первый альбом, озаглавленный «Alien» (лейбл Hit Records).
В 2006—2009 годах выступала на множестве концертов на родине и за рубежом.
В 2009 году решила сосредоточиться на учёбе и работе в студии, поэтому переехала в Лондон, где училась написанию песен в Институте современного музыкального искусства. Там тоже выступала в клубах и набиралась опыта, сотрудничая с разными музыкантами.
По состоянию на 2016 год выступала под псевдонимом Nika Syva и приехала в Загреб, чтобы 7 сентября дать свой первый концерт после окончания института. В программе концерта были в основном песни собственного авторства, но также и каверы на современные песни в жанре поп.

## Дискография

### Альбомы
- Alien (2006, Hit Records)[4]

### Синглы
- «Show You Love» (Prohibited feat. Nika Turković) (12 апреля 2018, Aquarius Records)[6]